# Denzel Jubitana
Denzel Jubitana (Antwerpen, 6 mei 1999) is een Belgisch voetballer die bij voorkeur als aanvallende middenvelder speelt. Hij speelt voor Atromitos FC. Hij is geboren in Antwerpen, heeft een Belgische moeder en een Surinaamse vader. Denzel komt uit een Surinaamse voetbalfamilie, zo is hij onder andere een achterneef van Clarence Seedorf.

## Clubcarrière
Jubitana doorliep de jeugdreeksen van Turk Sport, KSK Beveren en Lierse SK om uiteindelijk bij KV Mechelen uit te komen. Daar stroomde hij in 2017 door naar het eerste elftal, maar kwam er nooit tot spelen. In de zomer van 2018 ondertekende Jubitana een contract voor drie seizoenen bij Waasland Beveren. Jubitana maakte zijn debuut in de hoogste Belgische afdeling op 18 augustus 2018 in de thuiswedstrijd tegen Sint-Truiden: een klein half uur voor het einde kwam Jubitana Joachim Van Damme vervangen. Elf minuten voor tijd scoorde Jubitana de gelijkmaker op aangeven van Opoku Ampomah. Er werd verder niet meer gescoord en de wedstrijd eindigde op 2–2. Hij heeft drie seizoenen voor Waasland Beveren gespeeld. In mei 2021 heeft hij ervoor gekozen om zijn aflopende contract niet te verlengen. Op 19 juli 2020 tekende hij een 1-jarig contract met optie voor nog een seizoen bij de Nederlandse club Roda JC.

## Clubstatistieken
| Seizoen    | Club             | Competitie      | Competitie | Competitie | Beker | Beker | Internationaal | Internationaal | Totaal | Totaal |
| Seizoen    | Club             | Competitie      | Wed.       | Dlp.       | Wed.  | Dlp.  | Wed.           | Dlp.           | Wed.   | Dlp.   |
| ---------- | ---------------- | --------------- | ---------- | ---------- | ----- | ----- | -------------- | -------------- | ------ | ------ |
| 2017/18    | KV Mechelen      | Eerste klasse A | 0          | 0          | 0     | 0     | —              | —              | 0      | 0      |
| 2018/19    | Waasland Beveren | Eerste klasse A | 18         | 2          | 0     | 0     | —              | —              | 18     | 2      |
| 2019/20    | Waasland Beveren | Eerste klasse A | 14         | 0          | 0     | 0     | —              | —              | 14     | 0      |
| 2020/21    | Waasland Beveren | Eerste klasse A | 05         | 0          | 0     | 0     | —              | —              | 05     | 0      |
| 2021/22    | Roda JC Kerkrade | Eerste divisie  | 015        | 2          | 2     | 0     | —              | —              | 017    | 2      |
| 2021/22    | Iraklis FC       | Super League 2  | 17         | 8          | 0     | 0     | —              | —              | 17     | 8      |
| 2022/23    | Iraklis FC       | Super League 2  | 22         | 14         | 1     | 0     | —              | —              | 23     | 14     |
| 2023/24    | Atromitos FC     | Super League    | 0          | 0          | 0     | 0     | —              | —              | 0      | 0      |
| Clubtotaal | Clubtotaal       | Clubtotaal      | 91         | 26         | 3     | 0     | 0              | 0              | 94     | 26     |